# Juan José Castro (ville)
Juan José Castro est une ville de l'Uruguay située dans le département de Flores. Sa population est de 63 habitants.

## Histoire
La ville fut fondée par Manuel Ramos avec le nom de « La Lata » o « Paraje Ramos ». En 1916, son nom a été changé pour celui de « Juan José Castro », en hommage à un ingénieur uruguayen.

## Population
| Année | Population |
| ----- | ---------- |
| 1996  | -          |
| 2004  | 63         |

Référence,: